# DevilsLine
DevilsLine (デビルズライン, Debiruzu rain), typographié à l'international Devils' Line, est un seinen manga de Ryo Hanada, prépublié dans le magazine Monthly Morning Two entre mars 2013 et décembre 2018 et publié par l'éditeur Kōdansha en un total de treize volumes reliés et un volume additionnel. La version française est éditée en intégralité par Kana.
Une suite intitulée Devils' Line II: Trigger (デビルズラインII［逆襲］, Debiruzu rain tsū torigā) est prépubliée dans le Morning Two depuis 22 janvier 2022.
Une adaptation en série d'animation japonaise de douze épisodes produite par Platinum Vision est diffusée au Japon entre le 7 avril 2018 et le 23 juin 2018. Un OVA intitulé Devils' Line: Anytime Anywhere (デビルズライン エニタイム エニウェア, Debiruzurain enitaimu eniu~ea) sort le 23 août 2018.

## Synopsis
Dans le Japon moderne, les vampires vivent en paix parmi les humains. Yūki Anzai, mi-humain, mi-vampire, est membre de la Division 5 de la Sécurité Publique du Département de la Police Métropolitaine et est chargé de réprimer les crimes commis par des vampires. Au cours d'une enquête sur une série de meurtres de vampires, il rencontre Tsukasa Taira, une étudiante diplômée. Tous deux sont attirés l'un par l'autre et se retrouvent bientôt mêlés à une conspiration impliquant le "CCC", une organisation qui projette d'éliminer les vampires, et le cerveau de ce complot.

## Personnages
Yūki Anzai (安斎結貴, Anzai Yuki)
Voix japonaise : Yoshitsugu Matsuoka
Tsukasa Taira (平つかさ, Taira Tsukasa)
Voix japonaise : Yui Ishikawa
Hans Lee (李ハンス, Ri Hansu)
Voix japonaise : Ryōhei Kimura (en)
Takashi Sawazaki (沢崎孝, Sawasaki Takashi)
Voix japonaise : Yoshimasa Hosoya (en)
Juliana Lloyd (ジュリアナ・ロイド, Juriana Roido)
Voix japonaise : Miyuki Sawashiro
Kirio Kikuhara (菊原桐郎, Kikuhara Kirirō)
Voix japonaise : Takahiro Sakurai
Takeshi Makimura (牧村武史, Makimura Takeshi)
Voix japonaise : Hiroshi Kamiya
Nanako Tenjō (天城那々子, Tenjō Nanako)
Voix japonaise : Nao Tōyama
Kenichi Yoshii (吉井健一, Yoshii Ken'ichi)
Voix japonaise : Shouta Aoi
Yōsuke Asami (朝海洋祐, Asami Yōsuke)
Voix japonaise : Kazuyuki Okitsu
Naoya Ushio (牛尾直也, Ushio Naoya)
Voix japonaise : Ryōta Ōsaka (en)
Megumi Ishimaru (石丸惠巳, Ishimaru Megumi)
Voix japonaise : Akira Ishida
Midori Anzai (安斎みどり, Anzai Midori)
Voix japonaise : Mayumi Asano
Tamaki Anzai (安斎環, Anzai Tamaki)
Voix japonaise : Mamoru Miyano
Shōta Akimura (秋村肖太, Akimura Shōta)
Voix japonaise : Hiro Shimono
Ryūsei Yanagi (柳劉生, Yanagi Ryūsei)
Voix japonaise : Satoshi Hino (en)
Ryūnosuke Katagiri (片桐龍之介, Katagiri Ryūnosuke)
Voix japonaise : Daisuke Hirakawa (en)

## Manga
DevilsLine est scénarisé et dessiné par Ryo Hanada. La série est prépubliée dans le magazine Monthly Morning Two entre le 22 mars 2013 et le 22 décembre 2018,. Une série de chapitres supplémentaires est prépubliée dans le même magazine entre le 22 janvier et le 22 mai 2019,. La série est publiée par Kōdansha en un total de treize volumes reliés sortis entre le 20 septembre 2013 et le 22 février 2019,. Un 14e volume additionnel sort le 21 juin 2019.
Une suite intitulée Devils' Line II: Trigger (デビルズラインII［逆襲］, Debiruzu rain tsū torigā) commence sa prépublication dans le même magazine le 20 janvier 2022. À partir du 4 août 2022, la série passe à une prépublication au format numérique lors de l'interruption de la parution du Morning Two qui devient un magazine en ligne,.
La série est publiée en version française par Kana en 14 volumes sortis entre le 16 octobre 2015 et le 17 janvier 2020. Aux États-Unis, le manga est licencié pour une publication en version anglaise sous le titre Devils' Line par Vertical. Les quatorze volumes de la série sortent entre le 24 mai 2016 et le 24 mars 2020,. La série est publiée en version numérique par Kodansha USA.

### Liste des volumes

#### DevilsLine
| no | Japonais          | Japonais          | Français          | Français          |
| no | Date de sortie    | ISBN              | Date de sortie    | ISBN              |
| --- | ----------------- | ----------------- | ----------------- | ----------------- |
| 1 | 20 septembre 2013 | 978-4-06-387255-2 | 16 octobre 2015   | 978-2-5050-6306-3 |
| - Line. 1 : Dark Side (ダークサイド, Dāku Saido) - Line. 2 : Safe House (セーフハウス, Sēfu Hausu) - Line. 3 : Merry Christmas (メリークリスマス, Merī Kurisumasu) - Line. 4 : Paradox (パラドクス, Paradokusu) - Line. 5 : Head Shot (ヘッドショット, Heddo Shotto) - Line. 6 : Monster (モンスター, Monsutā) |                   |                   |                   |                   |
| 2 | 23 avril 2014     | 978-4-06-388329-9 | 16 octobre 2015   | 978-2-5050-6401-5 |
| Liste des chapitres : - Line. 7 : Out of Control (アウトオブコントロール, Auto obu Kontorōru) - Line. 8 : Under Control (アンダーコントロール, Andā Kontorōru) - Line. 9 : Plan B (プランＢ, Puran B) - Line. 10 : I Love You (アイラブユー, Ai Rabu Yū) - Line. 11 : Human (ヒト, Hito) - Line. 12 : Survival Time (サバイバルタイム, Sabaibaru Taimu) |                   |                   |                   |                   |
| 3 | 22 août 2014      | 978-4-06-388363-3 | 4 décembre 2015   | 978-2-5050-6453-4 |
| Liste des chapitres : - Line. 13 : Secret Matter (シークレットマター, Shīkuretto Matā) - Line. 14 : Incident Room (インシデントルーム, Inshidento Rūmu) - Line. 15 : Double Cross (ダブルクロス, Daburu Kurosu) - Line. 16 : Dogmatic (ドグマティック, Dogumatikku) - Line. 17 : Face (フェイス, Feisu) - Special : Line of Zero (ゼロの線路, Zero no Senro) |                   |                   |                   |                   |
| 4 | 23 janvier 2015   | 978-4-06-388418-0 | 4 mars 2016       | 978-2-5050-6529-6 |
| Liste des chapitres : - Line. 18 : Restart (リスタート, Risutāto) - Line. 19 : Chaser (チェイサー, Cheisā) - Line. 20 : Lock On (ロックオン, Rokku On) - Line. 21 : Metamorphose (メタモルフォーゼ, Metamorufōze) - Line. 22 : First End (ファーストエンド, Fāsuto Endo) - Terrorists' Side (テロリストサイド, Terorisuto Saido) |                   |                   |                   |                   |
| 5 | 23 juin 2015      | 978-4-06-388470-8 | 8 juillet 2016    | 978-2-5050-6565-4 |
| Liste des chapitres : - Line. 23 : Copy (コピー, Kopī) - Line. 24 : Don't Cry (ドントクライ, Donto Kurai) - Line. 25 : Offline (オフライン, Ofurain) - Line. 26 : Near (ニア, Nia) - Line. 27 : Command (コマンド, Komando) - Sketch : Break Time (ブレイクタイム, Bureiku Taimu) |                   |                   |                   |                   |
| 6 | 20 novembre 2015  | 978-4-06-388533-0 | 18 novembre 2016  | 978-2-5050-6566-1 |
| Liste des chapitres : - Line. 28 : Support Tech Gardens (サポートテックガーデンズ, Sapōto Tekku Gādenzu) - Line. 29 : Ego Defense (エゴディフェンス, Ego Difensu) - Line. 30 : Zero Seven (ゼロナナ, Zero Nana) - Line. 31 : Isolation (アイソレーション, Aisorēshon) - Line. 32 : Who Are You (フーアーユー, Fū Ā Yū) - 29.5 : Go Nowhere (ゴー ノーウェア, Gō Nō Wea)                                                                                              |                   |                   |                   |                   |
| 7 | 22 avril 2016     | 978-4-06-388588-0 | 3 mars 2017       | 978-2-5050-6841-9 |
| Liste des chapitres : - Line. 33 : Children (チルドレン, Chirudoren) - Line. 34 : Outsider (アウトサイダー, Autosaidā) - Line. 35 : Inferno (インフェルノ, Inferuno) - Line. 36 : Ouroboros (ウロボロス, Uroborosu) - Line. 37 : Second End (セカンドエンド, Sekando Endo) - 3.5 : C U T (CUT) |                   |                   |                   |                   |
| 8 | 23 septembre 2016 | 978-4-06-388634-4 | 7 juillet 2017    | 978-2-5050-6867-9 |
| Liste des chapitres : - Line. 38 : Dive ① (ダイブ1, Daibu 1) - Line. 39 : Dive ② (ダイブ2, Daibu 2) - Line. 40 : Ask the Dark (アスク ダーク, Asuku Dāku) - Line. 41 : Stand Back (スタンドバック, Sutando Bakku) - Line. 42 : Mother's Devils' Line (マザーズ デビルズライン, Mazāzu Debiruzu Rain) - 41.5 : Cloak (クローク, Kurōku) |                   |                   |                   |                   |
| 9 | 23 février 2017   | 978-4-06-388698-6 | 1er décembre 2017 | 978-2-5050-6868-6 |
| Au Japon, ce tome est également sorti en édition limitée (ISBN 978-4-06-362352-9).Liste des chapitres : - Line. 43 : Closer (クローサー, Kurōsā) - Line. 44 : Familiar (ファミリア, Famiria) - Line. 45 : Corvus Corax (ワタリガラス, Watarigarasu) - Line. 46 : ReMI (ReMI) - Line. 47 : Scapegoat (スケープゴート, Sukēpugōto) - 46.5 : Heart (ハート, Hāto) |                   |                   |                   |                   |
| 10 | 21 juillet 2017   | 978-4-06-510047-9 | 4 mai 2018        | 978-2-5050-7129-7 |
| Au Japon, ce tome est également sorti en édition limitée (ISBN 978-4-06-510059-2).Liste des chapitres : - Line. 48 : Gate (ゲート) - Line. 49 : Roots I (ルーツ（１）) - Line. 50 : Roots II (ルーツ（２）) - Line. 51 : Ray of Light (レイ オブ ライト) - Line. 52 : Online (オンライン) - Line. X : Places (プレイス) |                   |                   |                   |                   |
| 11 | 23 mars 2018      | 978-4-06-510807-9 | 7 décembre 2018   | 978-2-5050-7130-3 |
| Liste des chapitres : - Line. 53 : Out of the Jail (アウト オブ ジェイル) - Line. 54 : Kenichi (ケンイチ) - Line. 55 : Inter Nos (インテル ノース) - Line. 56 : Mud (マッド) - Line. 57 : New Front (ニューフロント) - Line. X : One Way (ワンウェイ) |                   |                   |                   |                   |
| 12 | 23 août 2018      | 978-4-06-512639-4 | 28 juin 2019      | 978-2-5050-7131-0 |
| Au Japon, ce tome est également sorti en édition limitée (ISBN 978-4-06-512883-1).Liste des chapitres : - Line. 58 : Queen I (クイーン（１）) - Line. 59 : Queen II (クイーン（２）) - Line. 60 : Inside (インサイド) - Line. 61 : Part Of Me (パート オブ ミー) - Line. 62 : Final Start (ファイナルスタート) - Line. X : Bed (ベッド) |                   |                   |                   |                   |
| 13 | 22 février 2019   | 978-4-06-514670-5 | 29 novembre 2019  | 978-2-5050-8093-0 |
| Au Japon, ce tome est également sorti en édition limitée (ISBN 978-4-06-514671-2).Liste des chapitres : - Line. 63 : Coup d'Etat (クーデター) - Line. 64 : Sixth (シックス) - Line. 65 : Who Are We (フーアーウィー) - Line. 66 : Devilsline (デビルズライン) - Line. 66' : Home (ホーム) |                   |                   |                   |                   |
| 14 | 21 juin 2019      | 978-4-06-516025-1 | 17 janvier 2020   | 978-2-5050-8443-3 |
| Au Japon, ce tome est également sorti en édition limitée (ISBN 978-4-06-515494-6).Liste des chapitres : - Line. 1.5 : Shota Akimura (秋村肖太) - Line. 67 : Naoya Ushio (牛尾直也) - Line. 68 : Kirio Kikuhara (菊原桐郎) - Line. X : Johannes Kleemanne (ヨハネス・クレーマン) - Line. 69 : Yûki Anzai-Tsukasa Taira (安斎結貴 平つかさ) - Line. X 166 : Premier entraînement physique dans la cellule de la succursale de Tokyo (第一回東京支社ジェイル体験コース) |                   |                   |                   |                   |

#### Devils' Line II: Trigger
| no | Japonais         | Japonais          |
| no | Date de sortie   | ISBN              |
| -- | ---------------- | ----------------- |
| 1  | 22 juin 2022     | 978-4-06-528191-8 |
| 2  | 22 novembre 2022 | 978-4-06-529857-2 |
| 3  | 23 mai 2023      | 978-4-06-531747-1 |

## Série d'animation

Logo original de lanime.

Une adaptation sous la forme d'une série d'animation japonaise est annoncée dans le Monthly Morning Two le 22 juillet 2017. La série est réalisée par Hideaki Nakano et le studio d'animation Platinum Vision, avec Ryouma Mizuno en tant qu'assistant réalisateur. Kenji Konuta et Ayumu Hisao sont les scénaristes de la série et Pony Canyon Enterprises les producteurs. la musique est composée par Kana Shibue et enregistrée par King Records. Le générique d'ouverture, Eclipsée, est interprété par Shōta Aoi, tandis que le générique de fin, Sotto toketeyuku yō ni, par Mamoru Miyano,.
Les 12 épisodes de la série sont diffusés entre le 7 avril et le 23 juin 2018 sur AT-X, Tokyo MX, BS11, Sun TV et KBS Kyoto. Sentai Filmworks obtiennent la licence pour l'Amérique du Nord, les îles britanniques, l'Australasie et diffusent la série sur Hidive.
Un OVA intitulé Devils' Line: Anytime Anywhere (デビルズライン エニタイム エニウェア, Debiruzurain enitaimu eniu~ea) sort le 23 août 2018.

### Liste des épisodes
| No  | Titre en français | Titre original                                                     | Date de 1re diffusion |
| --- | ----------------- | ------------------------------------------------------------------ | --------------------- |
| 1   | Dark Side         | ダークサイド Dākusaido                                             | 7 avril 2018          |
| 2   | Safe House        | セーフハウス Sēfuhausu                                             | 14 avril 2018         |
| 3   | Paradox           | パラドクス Paradokusu                                              | 21 avril 2018         |
| 4   | Monster           | モンスター Monsutā                                                 | 28 avril 2018         |
| 5   | Plan B            | プラン B Puran B                                                   | 5 mai 2018            |
| 6   | Dogmatic          | ドグマティック Dogumatikku                                         | 12 mai 2018           |
| 7   | Chaser            | チェイサー Cheisā                                                  | 19 mai 2018           |
| 8   | Offline           | オフライン Ofurain                                                 | 26 mai 2018           |
| 9   | Command           | コマンド Komando                                                   | 2 juin 2018           |
| 10  | Ego Defense       | エゴディフェンス Ego Difensu                                       | 9 juin 2018           |
| 11  | Ouroburos         | ウロボロス Uroborosu                                               | 16 juin 2018          |
| 12  | Devils' Line      | デビルズライン Debiruzu Rain                                       | 23 juin 2018          |
| OVA | Anytime Anywhere  | デビルズライン エニタイム エニウェア Debiruzurain enitaimu eniu~ea | 23 août 2018          |